# Pont de pierre (Saint-Pétersbourg)
Pour les articles homonymes, voir Pont de pierre.
Le Pont de Pierre (russe : Каменный мост) est un pont traversant le Canal Griboïedov à Saint-Pétersbourg, en Russie. Il a été construit en 1774-1778, et a été l'un des premiers ponts en pierre de Saint-Pétersbourg, d'où son nom. Contrairement à de nombreux autres ponts, celui-ci n'a pas subi d'importants travaux de reconstruction, et conserve donc sa forme originale depuis le XVIIIe siècle.

## Histoire et architecture

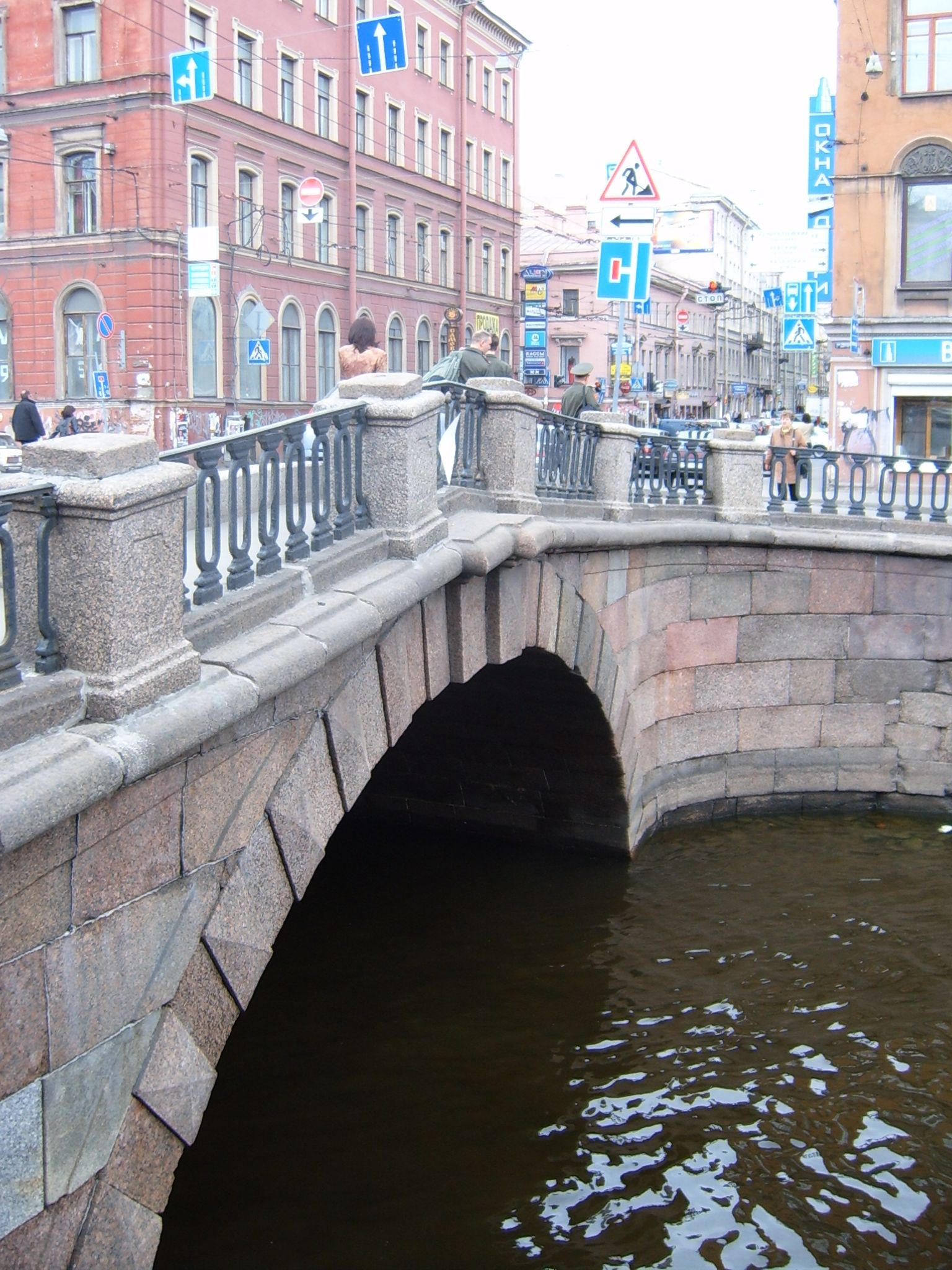

Le pont moderne en pierre a été construit entre 1774 et 1778. L'ingénieur Nazimov a conçu le projet et l'ingénieur Borissov a supervisé la construction. Le pont a remplacé un pont plus ancien en bois, le pont du Milieu, qui existait ici depuis 1752. Avant cette époque, les ponts étaient en bois, c'est pourquoi ce fut l'un des premiers ponts construits en pierre à Saint-Pétersbourg.
L'arche du pont est composée de granite. Initialement, le pont possédait quatre escaliers courbes descendant vers l'eau, mais ils ont été supprimés à la fin du XIXe siècle. Mis à part cela, le pont est resté inchangé à travers les siècles. Le modèle de garde-corps reprend celui des quais.
L'arche du pont est modérément raide. Les premiers autobus qui circulaient à Saint-Pétersbourg avaient des problèmes pour accéder à la passerelle. Quand l'autobus était plein, le conducteur devait demander aux passagers de descendre à l'entrée du pont, et de traverser le pont à pied, alors que le véhicule vide ne pouvait pas y aller.

## Le pont et les événements de la Révolution
Pendant l'été 1880, les membres de l'organisation Narodnaïa Volia avaient posé de la dynamite sous le pont avec l'intention de le faire exploser lorsque l'attelage transportant l'empereur Alexandre II traverserait le pont. Toutefois, cette opération n'a jamais été réalisée, car les conspirateurs n'étaient pas sûrs que la quantité de dynamite suffirait à faire tomber le pont. La dynamite cachée a été extraite à partir du bas du canal au printemps 1881, après l'assassinat d'Alexandre, au cours du procès des Quatorze.